# توپ گلف
توپ گلف یک توپ مخصوص می‌باشد که برای بازی گلف طراحی شده‌است. ساخت توپ‌های گلف در گذشت زمان تغییرات مهمی داشته‌است، امروزه آنان با رنگ سفید شناخته می‌شوند.
فرورفتگی‌های موجود بر روی توپ‌های گلف باعث متلاطم شدن جریان هوا شده و درصورتی‌که به‌شکل درست انجام شود باعث کاهش نیروی پسار خواهد شد؛ این باعث افزایش سرعت توپ و بیشتر شدن فاصله‌ای که می‌تواند پیمایش کند می‌شود.
چرخش پشتی با تغییر شکل جریان هوا در اطراف توپ - شیوه‌ای مشابه جریان هوا در بال هواپیما - باعث بالا رفتن توپ می‌شود که تحت تأثیر اثر مگنوس است. فرورفتگی‌های روی یک توپ گلف همچنین، جریان هوای اطراف توپ را به سرعت تغییر شکل می‌دهد و باعث ایجاد جریان هوای متلاطم می‌شود که نتیجهٔ آن، تأثیر بیشتر اثر مگنوس بر روی اینگونه توپ‌ها در مقابل توپ‌های صاف و بدون فرورفتگی است.
فرورفتگی‌ها برای اولین مرتبه زمانی که مهندس انگلیسی ویلیام تایلور - یکی از بنیانگذاران شرکت تیلور-هابسن - در سال ۱۹۰۵ طرح آنها را به ثبت رساند، به یکی از ویژگی‌های توپ گلف بدل شدند. او متوجه شد که بازیکنان گلف سعی می‌کنند روی توپ‌های خود مانورهای خاصی را ایجاد نمایند؛ بنابراین، تصمیم گرفت تا آزمایش‌های فنی انجام دهد تا مشخص شود که چه شکل یا فرم ویژه‌ای بر روی پرواز بهتر توپ‌ها مؤثر است. وی سپس یک الگوی متشکل از فرورفتگی‌های منظم و بافاصله در کل سطح توپ‌ها ایجاد کرد. بیشتر توپ‌های مدرن و امروزی حدود ۳۰۰ تا ۵۰۰ فرورفتگی دارند.
بازیکنان و به ویژه بازیکنان تازه‌کار و آماتور، تعداد زیادی توپ را در طول بازی از دست می‌دهند. بسیاری از این توپ‌ها عمیقاً در شن‌ها دفن شده یا در جریان بازی گم می‌شوند و شاید به‌طور کلی رها شوند. همچنین چنین توپ‌هایی می‌توانند بازیکنان را در هنگام برخورد با آنها (توپ‌های رها شده) حسابی گیج کرده و به اشتباه بیندازند. تخمین زده می‌شود که هر سال ۱/۲ میلیارد توپ گلف تولید می‌شود که حدود ۳۰۰ میلیون از آنها به تنهایی در ایالات متحده آمریکا و در طول بازی گلف گم می‌شوند.